# Kulaura
Kulaura è un sottodistretto (upazila) del Bangladesh situato nel distretto di Maulvi Bazar, divisione di Sylhet. Si estende su una superficie di 545,73 km² e conta una popolazione di 339.673 abitanti (dato censimento 1991).